# ديفيد هيدالغو
ديفيد هيدالغو (بالإنجليزية: David Hidalgo)‏ هو عازف قيثارة وكاتب أغاني وموسيقي ومغني أمريكي، ولد في 6 أكتوبر 1954 في لوس أنجلوس في الولايات المتحدة.

## وصلات خارجية
- ديفيد هيدالغو على موقع IMDb (الإنجليزية)
- ديفيد هيدالغو على موقع ميوزك برينز (الإنجليزية)
- ديفيد هيدالغو على موقع أول ميوزيك (الإنجليزية)
- ديفيد هيدالغو على موقع ديسكوغز (الإنجليزية)
- ديفيد هيدالغو على موقع قاعدة بيانات الفيلم (الإنجليزية)